# Попешть (Хунедоара)
Попешть, Попешті (рум. Popești) — село у повіті Хунедоара в Румунії. Входить до складу комуни Киржиць.
Село розташоване на відстані 297 км на північний захід від Бухареста, 7 км на південний захід від Деви, 120 км на південний захід від Клуж-Напоки, 125 км на схід від Тімішоари.

## Населення
За даними перепису населення 2002 року у селі проживали 168 осіб, з них 166 осіб (98,8%) румунів. Усі жителі села рідною мовою назвали румунську.